# Jiří Pehe
Jiří Pehe (* 26. srpna 1955 Rokycany) je český politolog, spisovatel a politický komentátor.

## Život
Vystudoval gymnázium v Novém Jičíně a Právnickou fakultu Univerzity Karlovy v Praze.
V roce 1981 emigroval z ČSSR přes Jugoslávii do Itálie a posléze do USA, kde dostal politický azyl.  V emigraci v roce 1985 ukončil studia na Škole mezinárodních vztahů na Kolumbijské univerzitě v New Yorku. Od roku 1985 pracoval jako ředitel východoevropských studií v lidsko-právní organizaci Freedom House a přispíval do časopisů i deníků, včetně New York Times. Jeho práce monitorující porušování lidských práv v Československu a východní Evropě vzbudila zájem československé Státní bezpečnosti a od roku 1987 byl veden v systému evidence zájmových osob StB.V letech 1988 až 1994 pracoval jako šéf analytického odboru pro Střední Evropu ve Výzkumném ústavu Rádia Svobodná Evropa v Mnichově. V letech 1995 až 1997 byl šéfem analytického odboru Open Media Research Institute v Praze. V letech 1997 až 1999 byl ředitelem Politického odboru Kanceláře prezidenta republiky Václava Havla. Angažoval se jako spoluzakladatel občanského hnutí Impuls 99.
Od roku 1999 je ředitelem University of New York in Prague. Na stejné univerzitě se v roce 2015 stal přidruženým členem Centra pro Evropská studia. V letech 2007 až 2016 vedl pražský Institut pro demokracii a kulturu Newyorské univerzity (PIDEC). V letech 1997 až 2008 byl členem programového výboru a správní rady Nadace Forum 2000, která organizuje pravidelné mezinárodní konference. Od května 2002 byl sedm let členem správní rady Nadace Michaela Kocába.
Od roku 2005 do roku 2008 byl členem správní rady Open Society Fund. Mezi lety 2007 a 2016 byl členem správní rady americké nadace Trust for Civil Society in Central Europe. V roce 2011 byl, spolu s Vítem Klepárníkem a Bohuslavem Sobotkou, jedním ze zakladatelů think-tanku CESTA Centrum pro sociálně-tržní ekonomiku a otevřenou demokracii, jež v roce 2014 zanikla. Od roku 2023 působí v poradním sboru poradců prezidenta Petra Pavla pro zahraniční politiku.
Píše články a analytické studie pro americké, české a německé deníky a vědecké časopisy. Je autorem jedenácti knih, z toho pěti románů. V letech 2004 až 2010 byl předsedou redakční rady čtvrtletníku Přítomnost, který se zaměřuje na politický a kulturní vývoj ve střední Evropě. Pravidelně přispívá do Deníku N, Českého rozhlasu Plus a Deníku Referendum, příležitostně do Salonu Práva. Dříve psal také na Novinky.cz, do Lidových novin a dalších českých médií. V roce 2020 získal Novinářskou cenu OSF v kategorii "Nejlepší komentář".
Kromě politických komentářů a analýz je také autorem pěti románů.

## Výběr z bibliografie
- Vytunelovaná demokracie, Academia 2002 ISBN 80-200-1001-7, analýza vývoje české politiky od roku 1996 až 2002
- Na okraji zmizelého, Prostor 2006 (1. vydání) ISBN 80-7260-157-1, román o osudech dvou českých exulantů ve Spojených státech.
- Tři tváře anděla, Prostor 2009 (1. vydání) ISBN 978-80-7260-209-4, román o osudech česko-německo-židovské rodiny ve 20. století.
- Mimořádná událost, Prostor 2013 (1. vydání) ISBN 978-80-7260-281-0.
- Demokracie bez demokratů: úvahy o společnosti a politice, Prostor 2010 (1. vydání) ISBN 978-80-7260-234-6,
- Klaus: portrét politika ve dvaceti obrazech, Praha: Prostor, 2010, ISBN 978-80-7260-240-7
- Na konci světa: Úvahy a glosy o povaze naší současnosti, Praha: Prostor, 2015, ISBN 978-80-7260-318-3, sborník esejů a dalších textů publikovaných v různých periodikách v letech 2011 až 2015
- Průsečík, Prostor 2017 (1. vydání) ISBN 978-80-7260-366-4.
- Poslední útěk Adama Drechslera. Román o ztracené lásce, smrti a jedné nikdy nedopsané knize, Prostor 2021 (1. vydání) ISBN 978-80-7260-488-3.

### Spoluautor
- The Prague Spring: A Mixed Legacy, Freedom House 1988.